# Cheminée sarrasine

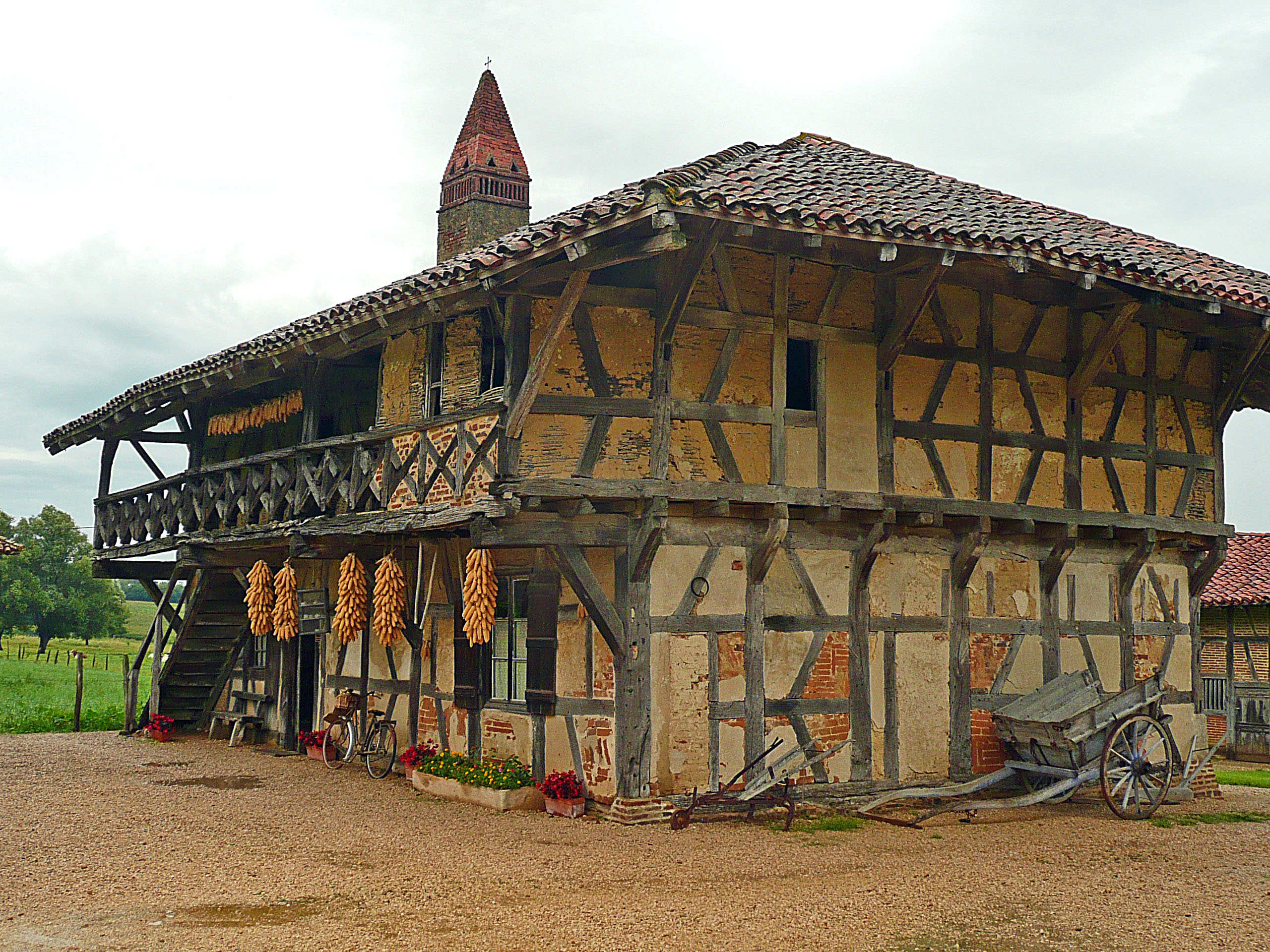
La cheminée sarrasine de la ferme de la Forêt à Courtes.

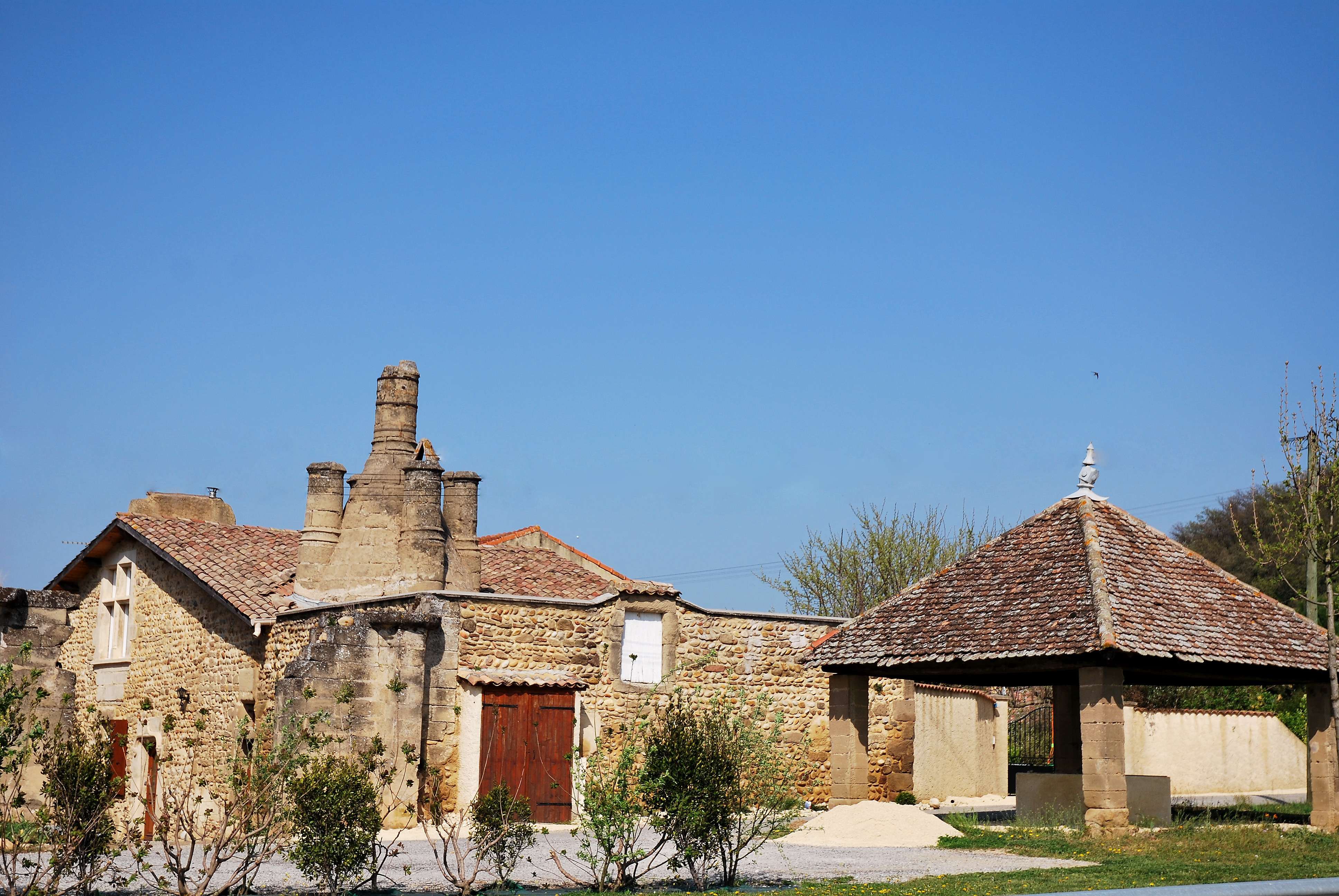
Cheminée sarrasine à quatre souches annexes dans la Drôme.

La cheminée sarrasine ou cheminée sarrazine est un type de cheminée typique de la région naturelle de la Bresse, en particulier sur les toits des fermes bressanes.

## Caractéristiques
À l'extérieur, cette cheminée typique a l'aspect d'un minaret ou d'un petit clocher. Généralement surmontée d'une croix, elle correspond à un foyer placé au centre de la pièce, dont on pouvait faire complètement le tour. C'est une cheminée inspirée de celle de la hutte primitive, feu central et fumée s'échappant par un orifice au centre de la toiture. Cette ouverture devant être fort large, on dut parer à l'inconvénient qui pouvait résulter de la pénétration de la pluie et du vent, en la surmontant d'une cheminée très élevée, munie d'étages superposés, de baies latérales, tout comme les lanternes des clochers. On rapproche les cheminées sarrasines des cheminées aragonaises traditionnelles en Haut Aragon, dans les Pyrénées espagnoles, qui présentent des caractéristiques structurelles identiques[réf. nécessaire].

## Historique
Au XVIIIe siècle, ces cheminées étaient déjà considérées d'un autre âge ; de là, certainement, l'appellation de « sarrasines », et non pas en vertu d'une origine mauresque.
Gabriel Jeanton, historien et président de l'Académie de Mâcon, recensa en 1923, plus de 400 cheminées de ce type. En 1977, il n'en restait plus guère qu'une trentaine, dans les secteurs de Pont-de-Veyle, Saint-Trivier-de-Courtes, Montrevel-en-Bresse, Bâgé-le-Châtel, Pont-de-Vaux, plusieurs à Romenay et en quelques autres endroits. En 2007, on en dénombrait exactement trente-quatre. On distinguait, de Romenay à Pont-de-Veyle, trois groupes distincts de cheminées : au nord, les pyramidales à base carrée ; au sud, les octogonales à pointe conique ; au centre, un mélange d'octogonales et cylindro-coniques[réf. nécessaire].
La « cheminée chauffant au large » — dispositif qui à l’origine est lié à l’existence sous un même toit d’une famille étendue ou d’une communauté — constitue un thème majeur de l’architecture vernaculaire en France, et les cheminées dites sarrasines ne sont que la partie émergée (au sens propre comme au sens figuré) d’un ensemble plus vaste qui reste en attente d’investigations étendues à l’ensemble de l’hexagone.

## Les cheminées monumentales de Basse-Ardèche et autres lieux
L'Ardèche du Sud possède quatorze souches monumentales répertoriées par Michel Rouvière, en forme de tourelle, plantée au milieu d’un versant ou près du faîtage. Dix d’entre elles, construites en pierres de grès taillées et appareillées, sont en forme de fût élancé ajouré par des potelets formant ce qu'on appelle une lanterne en partie haute et coiffé d’un cône surmonté d’une boule ; une à Laurac a les trous d’évacuation de la fumée ménagés dans la mitre même. Elles s'apparentent aux cheminées sarrasines mais il reste à préciser la nature des bâtis et des foyers sous-jacents (non visibles de l’extérieur) et à déterminer la classe sociale qui les a construits et à quelle époque. L'article de Michel Rouvière comporte une carte avec les dessins de ces souches. Les dates s'échelonnent entre le XIIe et le XIVe siècle.
Ce type de souches de cheminées monumentales et médiévales (et non sarrasines) n'est pas réservé à l'Ardèche, car on retrouve ces caractéristiques de fûts cylindriques ou octogonaux surmontés d'une lanterne à potelets et d'une mitre conique dans le Gard, en Aveyron, en Dordogne, dans le Lot, le Vaucluse, en Maine-et-Loire…

## Exemples

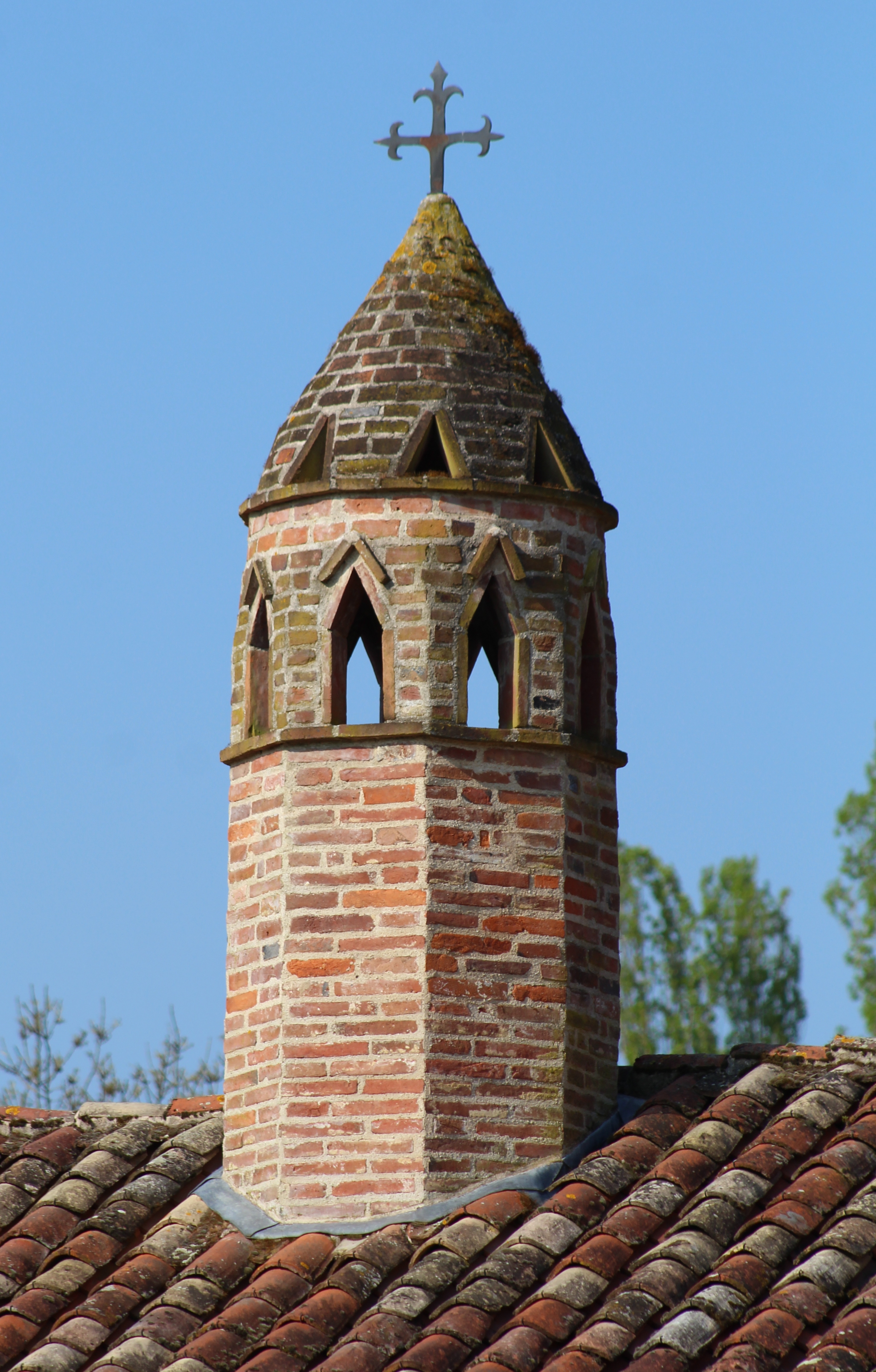
Cheminée de la ferme de la Grange du Clou, dans l'Ain.

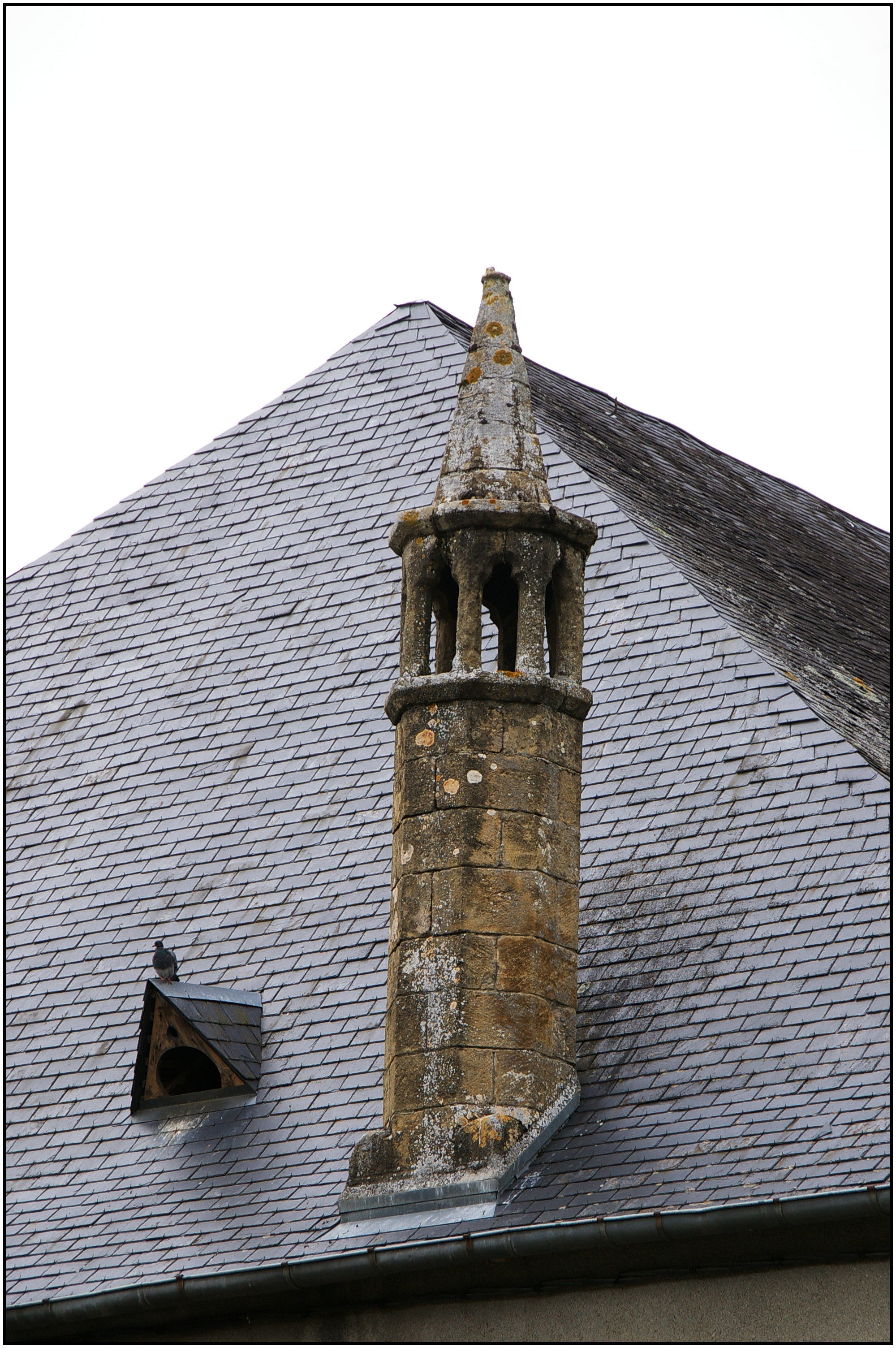
La cheminée sarrasine de l'hôpital de Montignac, en Dordogne.

Les bâtiments suivants, protégés au titre des monuments historiques, possèdent une cheminée sarrasine :
- Ain :
  - ferme de Bevay, Beaupont[6]
  - ferme de Layat, Boissey[7]
  - ferme de la Bourlière, Chevroux[8]
  - ferme du Mont, Chevroux[9]
  - ferme de la Forêt, Courtes[10]
  - ferme du Tiret, Foissiat[11]
  - ferme de Sougey, Montrevel-en-Bresse[12]
  - ferme Coulas, Reyssouze[13]
  - grange des Carons, Saint-Cyr-sur-Menthon[14]
  - ferme de la Grange du Clou, Saint-Cyr-sur-Menthon[15]
  - ferme des Planons, Saint-Cyr-sur-Menthon[16]
  - ferme de Travernay, Saint-Cyr-sur-Menthon[17]
  - ferme de Cossiat, Saint-Didier-d'Aussiat[18]
  - ferme de Montjouvent, Saint-Étienne-sur-Reyssouze[19]
  - ferme de Pérignat, Saint-Étienne-sur-Reyssouze[20]
  - ferme Bourbon, Saint-Nizier-le-Bouchoux[21]
  - ferme des Broguets, Saint-Sulpice[22]
  - ferme du Colombier, Saint-Sulpice[23]
  - ferme de Grandval, Saint-Trivier-de-Courtes[24]
  - ferme de Molardoury, Saint-Trivier-de-Courtes[25]
  - ferme de la Servette, Saint-Trivier-de-Courtes[26]
  - ferme du Tremblay, Saint-Trivier-de-Courtes[27]
  - ferme Ferrand, Vernoux[28]
  - ferme Tricot, Vernoux[29]
  - ferme de Loscelle, Vescours[30]
  - ferme de Montalibord, Vescours[31]
- Dordogne :
  - maison à Carlux[32]
  - hôpital de Montignac à Montignac-Lascaux[33]
- Saône-et-Loire :
  - ferme du Champ-Bressan, Romenay[34]
  - ferme des Chanées, Romenay[35]
  - ferme de La Train, Romenay[36]
  - ferme de Saint-Romain, Romenay[37]